# CEZ Shpërndarje
CEZ Shpërndarje Sh. a. war ein in Albanien operierendes Elektrizitätsversorgungsunternehmen, das vom 1. Oktober 2010 bis Januar 2013 mit diesem Namen auftrat. Sein Hauptsitz befand sich in Tirana.

## Geschichte
Am 11. März 2009 kaufte die tschechische ČEZ 76 Prozent der Aktien der Operatori i Sistemit të Shpërndarjes (kurz OSSH), eine Tochtergesellschaft der staatlichen Korporata Elektroenergjitike Shqiptare, für rund 102 Millionen Euro. Im Oktober 2008 hatte ČEZ die Ausschreibung gewonnen, worauf am 30. März 2009 der Vertrag unterzeichnet wurde.
Im Dezember 2012 kündigte ČEZ an, CEZ Shpërndarje verkaufen zu wollen. Man habe sich mit der Regierung nicht einigen können, wie potenzielle Verluste gemindert werden könnten. Im Januar 2013 entzogen die albanischen Behörden der Firma die Lizenz, worauf ČEZ die albanische Regierung verklagte.
Seit dem 10. Januar 2013 stehen 76 Prozent der Aktien, die ČEZ in Albanien besitzt, zum Verkauf. Währenddessen wurden die Aufgaben von CEZ Shpërndarje Sh. p. k. von der albanischen Energieregulierungsbehörde übernommen.
Die neu an die Macht gekommene Regierung-Rama hatte durch ihren Energieminister Damian Gjiknuri im Oktober 2013 angekündigt, sich außergerichtlich mit der tschechischen Firma einigen zu wollen. Dies gelang am 24. Juni 2014, nachdem Tschechien gedroht hatte, die Verleihung des EU-Kandidatenstatus an Albanien zu blockieren. ČEZ soll nun bis zum Jahr 2018 100 Millionen Euro als Kompensation vom albanischen Staat erhalten.

## Aufgaben
CEZ Shpërndarje war mit der Übertragung und Versorgung des Mittelspannungs- und Niederspannungsnetzes vertraut. Außerdem gehörte der Verkauf der elektrischen Energie zu den Hauptaufgaben des Unternehmens.